# Grenada (Nouvelle-Zélande)
Grenada est une des banlieues du nord de la cité de Wellington, la capitale de la Nouvelle-Zélande, située au sud de l’Île du Nord.

## Situation
La banlieue de Grenada est localisée entre la ville de Paparangi et Grenada North. Elle est limitée à l’ouest par la ville de Glenside, au nord par Grenada North, à l’est par Horokiwi et au sud par Paparangi.

## Toponymie
Grenada, connue à l'origine sous le nom de McMillan Block puis de Grenada Village, a été initialement planifiée par Paparangi Properties en 1975.
Le nom fut ensuite repris par Grenada Estates qui commença à développer la zone en 1977, avec des projets de grande envergure, notamment une école et un centre commercial.
Le développement s'est ralenti dans les années 1980 avec l’augmentation des prix du pétrole mais il s'est poursuivi régulièrement sur les vingt années suivantes.
La banlieue a été nommée d’après la Grenade dans les Caraïbes, et de nombreuses rues portent le nom d'îles des Caraïbes.

## Population
La population est estimée à 1 870 habitants en juin 2024. Lors du recensement néo-zélandais de 2018, la population était de 1 704 habitants, en augmentation de 458 personnes par rapport à celui de 2013.

## Caractéristiques
En 1991, un nouveau site d’enfouissement des déchets fut ouvert à Grenada, avec un accès direct à l'autoroute adjacente SH 1 via un pont. 
Une extension de la route permettrait à Newlands et Paparangi d'accéder à l'autoroute, mais la Grenada Village Progressive Association s'inquiétait de l'augmentation du trafic et de la vitesse des voitures.
À partir de 1994, le Wellington City Council (en) (WCC) a consulté les habitants et en 2009, le maire a inauguré l'extension de Mark Avenue reliant les deux routes.